# Греки в Молдове
Греческая община в Молдавии (рум. Grecii din Republica Moldova, греч. Έλληνες στην Μολδαβία) насчитывает около 3 тысяч человек. Значительная часть молдавских греков занимается бизнесом: в стране действуют около 30 греческих компаний, объём всех инвестиций в них составлял 5,3 миллиона долларов в 2003 году.

## История
Греческие колонии были основаны на территории современных Румынии и Молдавии в VII веке до н. э. Так, греками были заложены древние города Гистрия и Томис в V веке до н. э. Колонии выстояли после серии нашествий дакийских кочевников, но в I веке до н. э. их подчинил себе дакийский царь Буребиста. После покорения Дакии римлянами колонии стали постепенно приходить в упадок.
Основную часть греческого населения в Молдавии составляли греки, бежавшие из Османской империи и мечтавшие вернуть независимость своей исторической родине. В Бессарабии, которая была частью Российской империи, некогда даже размещался штаб освободительной организации Филики Этерия, боровшейся за независимость Греции от турецкого ига. Греческая община сохранялась и в Российской империи, и во время нахождения Молдавии в составе Румынии, и в составе Молдавской ССР. По переписи населения 1897 года, в Бессарабии проживало «2737 душ греков, из них в уездах 1302 души». Большинство проживали в городах Измаил, Кагул, Кишинёв и Рени.
В 2012 году в Молдавии разразился скандал после обнаружения в школьных учебниках истории ряда оскорбительных высказываний: некто И. Логинов буквально заявлял: «Эти поляки, греки, армяне, евреи — настоящие ничтожества, которые загрязнили Кишинёв», и это высказывание оказалось в школьном учебнике «История румын. Современная эпоха» для 9 класса средней школы. Группа граждан потребовала изъять из школ такие учебники, а авторов привлечь к ответственности